# Contea di Saarwerden
La Contea di Saarwerden (in tedesco Grafschaft Saarwerden; in francese Comté de Sarrewerden) era una contea situata in Lorena, all'interno del Sacro Romano Impero. La sua capitale era Bockenheim (situato sul lato destro del fiume Saar) e successivamente venne spostata a New Saarwerden o Ville Neuve de Sarrewerden (sul lato sinistro della Saar), entrambe comprese nell'attuale città di Sarre-Union. Oggi l'area della contea appartiene al Basso Reno, in Alsazia, essendo stata conquistata dalla Francia durante la Rivoluzione.

## Storia

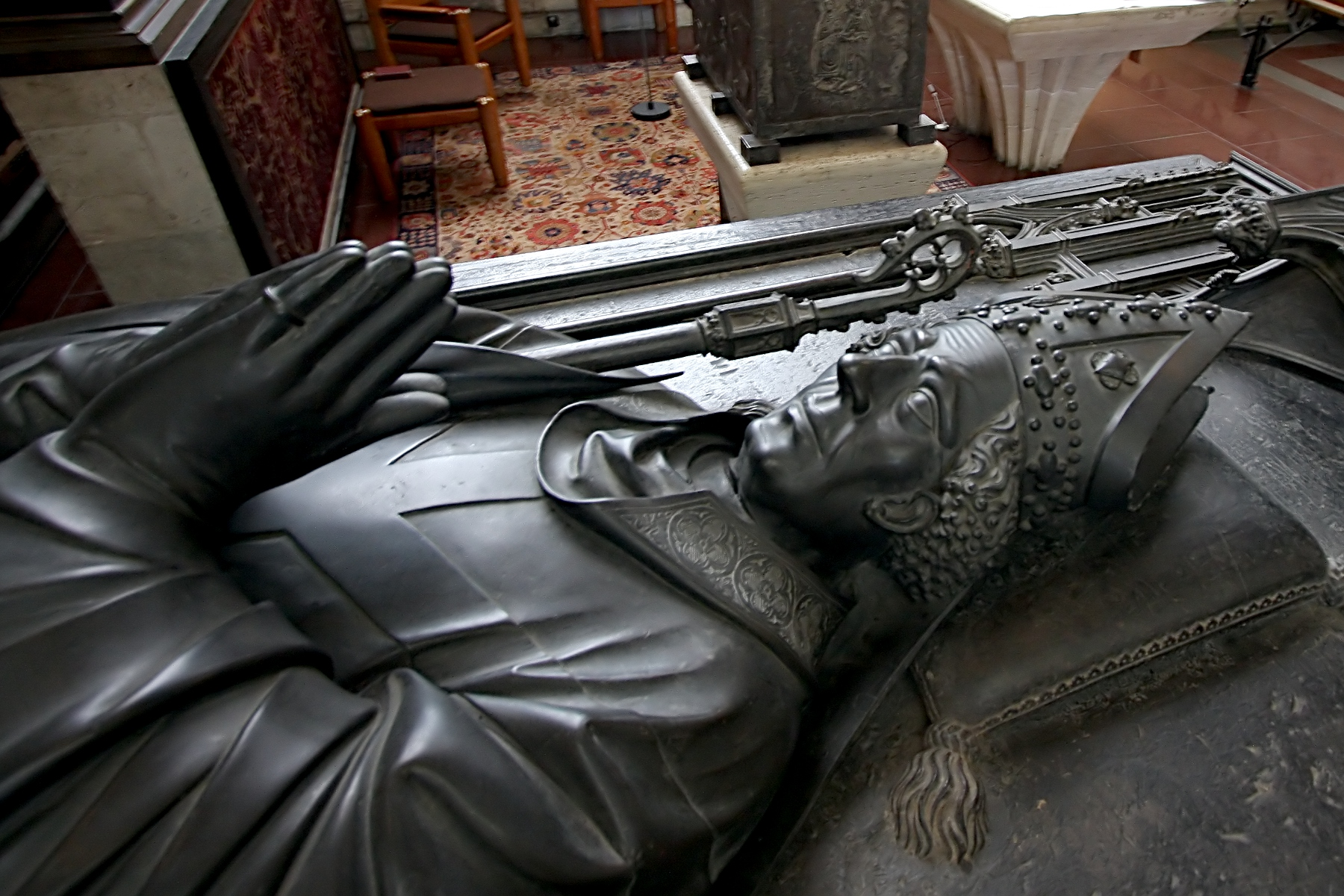
L'arcivescovo Federico III, sepolto nella cattedrale di Colonia.

Nel 1047, l'imperatore Enrico III del Sacro Romano Impero fondò il Ducato di Lorena dall'ex Ducato di Alta Lorena. Durante i tumulti che agitavano il ducato, alcuni signori si ribellarono e divennero più o meno indipendenti dal duca. Saarwerden si diramava dal Vescovado di Metz, quando Federico, figlio di Goffredo I di Blieskastel si separò e formò la Contea di Saarwerden. Così la contea fu creata sotto la casa di Saarwerden nel 1111. Friedrich costruì un castello a Sarrwerden sulle rovine di un'antica terma romana. Lui e sua moglie Gertrude fondarono anche l'Abbazia di Wörschweiler nel 1130.
Il rappresentante più famoso di questa famiglia fu Federico III. Fu arcivescovo di Colonia dal 1370 al 1414. Alla morte di suo fratello senza figli Enrico II, l'ultimo conte di Saarwerden, nel 1397, Federico diresse temporaneamente la contea prima di cedere il governo al fratellastro, Federico III, conte di Moers.
Ora la contea era in unione personale sotto Federico come contea di Moers-Saarwerden. Nel 1417, la contea di Saarwerden si divide ancora una volta come eredità di suo figlio, Johann. La Casa di Moers-Saarwerden si unì alla Casa di Nassau-Saarbrücken nel 1527; attraverso jure uxoris, Johann Ludwig di Nassau-Saarbrücken ereditò le terre di sua moglie, la contessa Katharina I.

### La Riforma
La contea passò alla Casa di Nassau . Il conte Johann Ludwig tentò di usurpare l'autorità del vescovado di Metz nella contea sciogliendo l'abbazia benedettina nel 1554. Dopo la demolizione dell'Abbazia nel 1557, il Vescovado di Metz fu annesso alla Francia e il territorio passò alla Lorena. Le vecchie controversie sulla proprietà con la Lorena furono oggetto di contesa durante questo periodo.

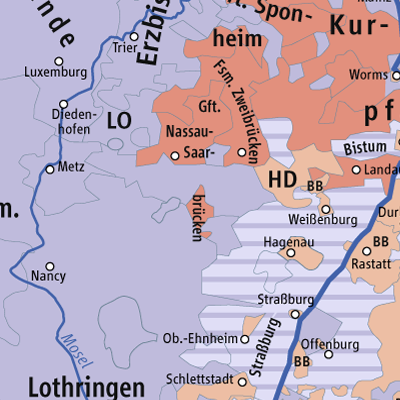
La contea calvinista di Saarwerden circondata dalla Lorena cattolica.

Il conte Adolfo introdusse la Riforma nella Saarwerden nel 1556. Permise ai rifugiati protestanti di fuggire dalle persecuzioni religiose nel Regno di Francia e nel Ducato di Lorena. Approvò l'insediamento di quelli che divennero noti come "Sette villaggi gallici": Altwiller, Burbach, Diedendorf, Eywiller, Gœrlingen, Kirrberg e Rauwiller . Pertanto, la contea era popolata da calvinisti che parlavano francese, mentre il resto della contea erano tedeschi luterani. La contea di Saarwerden diventa un modello di riferimento di pace tra luterani e calvinisti . Dal momento che Adolf morì senza figli, la contea tornò al fratello cattolico, Johann V. Johann, tuttavia, non perseguitò i protestanti.
C'era molta tensione tra la Lorena cattolica e la Saarwerden protestante. Quando il protestante Filippo II ereditò le terre nel 1574, il duca Carlo III di Lorena chiese indietro Saarwerden come feudo (il che significa che Filippo era senza eredi). La disputa è andata avanti per molti anni e ha minacciato più volte di degenerare a livello militare. Anche l'Elettore Palatino, Federico III, rivendicò parti dell'eredità. Anche qui la Casa di Nassau è riuscita a prevalere sui punti essenziali, firmando diversi grandi trattati, in cui venivano definiti gli esatti diritti e confini dei territori di Nassau e Palatinato.
Nel 1575 Filippo introdusse la Riforma nei suoi territori. I sacerdoti cattolici furono convertiti alla nuova fede o rimossi dall'ufficio ecclesiastico; i beni della chiesa furono confiscati; furono istituite scuole e fu acquisito il patrocinio. La sua attuazione della Riforma intensificò le sue controversie con il Ducato di Lorena, che era ancora cattolico. La contea crebbe e prosperò sotto il figlio di Filippo, Ludovico IV. In questo periodo iniziò anche la Guerra dei Trent'anni.

### La guerra contro la Lorena e l'Impero

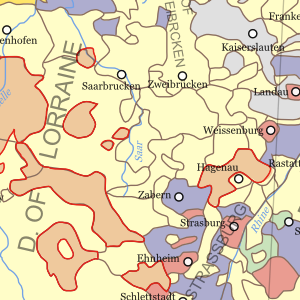
Contea di Saarwerden occupata dal Ducato di Lorena prima del Trattato di Westfalia.

Nel 1629 l'imperatore Ferdinando II emanò l'Editto di Restituzione, con il quale i beni ecclesiastici confiscati dopo il 1552 con la pace di Passavia, furono restituiti al precedente proprietario. Sulla base di questo editto, i principi vescovi di Magonza e Treviri rivendicarono parti sostanziali dei possedimenti dei Nassau. La Corte d'Appello stabilì nel 1629 in una controversia tra Lorena e Nassau, che la città e la contea di Saarwerden e Bockenheim e Wieberstweiler erano feudi di Metz e dovevano quindi essere restituiti alla Lorena, e la famiglia Nassau poteva mantenere il resto della loro contea.
Il duca di Lorena, invece, prese possesso dell'intera Contea di Saarwerden e della Signoria di Herbitzheim. Il conte Wilhelm Ludwig fece appello e portò il caso al Consiglio Imperiale dei Principi Poiché si era rifiutato di unirsi alla Lega Cattolica, o di fornire truppe, l'imperatore lo ignorò. Nel 1631, il re Gustavo Adolfo II di Svezia e il suo esercito arrivarono al Reno. Wilhelm Ludwig si unì a lui, dichiarando di fatto guerra all'imperatore.

L'aquila Saarwerdische nello stemma di Guglielmo Ludovico di Nassau, che rappresenta le contee Moers, Saarwerden, Saarbrücken, (nello scudo del cuore) Lahr e Mahlberg.

Nel 1633, l'esercito svedese attaccò dall'Alsazia nella contea di Saarwerden, che era ancora occupata dalla Lorena. La contea fu conquistata, ma non restituita alla Casa di Nassau.
Nel 1635, il conte Wilhelm Ludwig si recò a Francoforte per partecipare a una riunione degli stati protestanti e dei loro alleati. In questa riunione, è stato deciso che la Svezia avrebbe restituito Saarwerden alla Casa di Nassau. La famiglia si recò a Bockenheim, dove avrebbero dovuto essere cedute le contee di Nassau-Saarbrücken e Saarwerden. Tuttavia, il 30 maggio 1635 un certo numero di possedimenti imperiali, inclusi gli elettorati di Brandeburgo e Sassonia, avevano concluso la pace di Praga ei conti di Nassau furono espressamente esclusi da questo accordo. Si sono diretti quindi a Saarbrücken.
Nel novembre 1635 il commissario imperiale apparve nelle terre di Nassau e dichiarò che il conte aveva perso le sue contee e tutti i loro possedimenti; fu bandito. L'imperatore diede al duca di Lorena le contee di Saarbrücken e Saarwerden, il baliato di Herbitzheim e la fortezza di Homburg sul Blies come ricompensa per i servizi resi. Nel 1636, Guglielmo Ludovico tentò di presentare una petizione all'imperatore per la grazia imperiale da Metz, dove era in esilio. Questo tentativo fallì, ma fu solo nel 1637 che ai conti furono spiegate le ragioni di questa collera imperiale. Solo nel 1639 il conte ricevette un lasciapassare che gli consentiva di rappresentare personalmente la sua causa a Vienna.

### Restaurazione di Saarwerden
Guglielmo Ludovico morì nel 1640 e sua moglie, ora contessa, e suo figlio Johann Ludwig II tornarono a Saarbrücken. La pace di Westfalia ripristinò le terre della Casa di Nassau. Giovanni Ludovico II divenne Conte alla morte di sua madre. A causa della disputa con la Lorena, i Nassau dovettero abbandonare la loro capitale Bouquenom (Bockenheim) e la città di Sarrewerden, che era appartenuta al Vescovado di Metz e che ora era di proprietà della Lorena. Costruirono sulla sponda opposta del fiume Saar, una nuova città: Neu-Saarwerden. La contea aveva subito duramente la Guerra dei Trent'anni. Il conte Gustavo Adolfo iniziò a ricostruire la contea devastata dalla guerra, riportando i rifugiati e reclutando coloni per l'agricoltura e lavoratori qualificati. Successivamente, Gustavo divenne prigioniero di guerra in Francia e la Francia occupò Saarwerden. Dopo il Trattato di Ryswick nel 1697, le sue terre furono restituite a Ludovico Crato I e divenne reggente. Era considerato un buon sovrano, poiché riuscì a tenere il suo paese fuori da ulteriori guerre. Organizzò l'amministrazione della giustizia e delle finanze statali. Dimostrò benevolenza e riorganizzò il sistema scolastico.

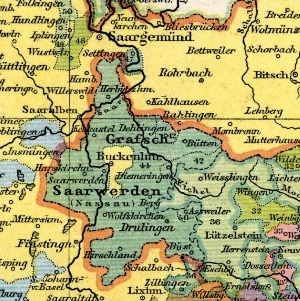
La contea fu restaurata nel 1648, anche se la Lorena acquisì la capitale Bouquenom (Bockenheim).

### Neu-Saarwerden
Dopo l'espansione della Francia in gran parte dell'Alsazia e l'annessione del Ducato di Lorena nel 1766, la Contea di Saarwerden era un'enclave del Sacro Romano Impero in Francia. A quel tempo, Nassau-Saarbrücken misurava circa 12 miglia quadrate e contava 22.000 abitanti. Questo lo rese uno dei principati più piccoli del Sacro Romano Impero.
Guglielmo Enrico I riformò l'amministrazione e la giustizia, separando questi due rami del governo. Adottò misure per standardizzare le tasse e introdusse un moderno catasto sul modello austriaco. Ha anche promosso metodi agricoli moderni, come la coltivazione delle patate e il controllo dei parassiti. Fu anche coinvolto nell'estrazione del carbone e nella fusione del ferro e nazionalizzò le miniere. Ha gettato le basi per un'economia proto-industrializzata, che in seguito si sarebbe evoluta nella regione altamente industrializzata della Saarland . Nonostante l'aumento dei ricavi, la sua situazione finanziaria non migliorò, a causa dell'elevata spesa per attività di costruzione. Dopo la morte del padre nel 1768, Ludwig iniziò l'attività di governo a Nassau-Saarbrücken. Ha in gran parte continuato le politiche economiche di suo padre, ma è stato sempre più soggetto a vincoli finanziari. Emanò nuove norme per l'agricoltura e la silvicoltura e ha riformato il sistema scolastico. Riformò anche il codice penale e abolì la tortura.

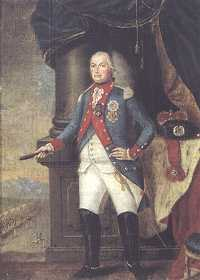
Ludovico V, ultimo principe regnante di Nassau-Saarbrücken (1745–1794).

La Contea venne divisa in tre distretti nel 1783:
- Bouquenom (Bockenheim), passò alla Francia nel 1766 con i possedimenti del Ducato di Lorena.
- Il Baliato di Neuf-Sarrewerden (tedesco: Neu-Saarwerden), copriva la parte settentrionale della contea, composta da undici località: Burbach, Eywiller, Herbitzheim, Keskastel, Neu-Saarwerden, Bischtroff, Rimsdorf, Schopperten, Siltzheim, Vœllerdingen e Zollingen . Ai principi di Nassau-Weilburg.
- Il Baliato di Harskirchen (tedesco: Oberamt Harskirchen), che copre il resto della contea, composto da 29 località, ai principi di Nassau-Saarbrücken.

Quando Ludovico V morì nel 1794, la contea fu occupata dalle truppe francesi, quindi suo figlio, Heinrich Ludwig I, non regnò mai. Fu l'ultimo conte di Nassau-Saarbrücken. Heinrich Ludwig morì nel 1797, lasciando la contea a suo cugino Karl Wilhelm di Nassau-Usingen. Tuttavia, con il Trattato di Lunéville, i territori sulla riva sinistra del Reno furono ceduti alla Francia. La Reichsdeputationshauptschluss del 1803 compensò Karl Wilhelm.
L'ex contea di Saarwerden passò alla Francia come distretto di Sarrewerden del Bassoo-Reno nel 1793 (vedi bossue dell'Alsazia ).

## Conti di Saarwerden

### Casa di Saarwerden (1111–1397)
- 1111–1131 Federico I, primo conte di Saarwerden ∞ Gertrude di Lorena
- 1131–1166 Folmar I, figlio di Federico I ∞ Stephanie, figlia di Dietrich II di Montbéliard
- 1166–1200 Ludovico I 'Il Vecchio', figlio di Folmar I ∞ Gertrude, figlia di Hugo di Dabo
- 1200–1212 Ludovico II 'Il Giovane', fratello di Ludovico I, figlio di Folmar I ∞ ?
- 1212–1246 Ludovico III, figlio di Ludovico I ∞ Agnese, figlia di Enrico I di Zweibrücken
- 1240–1288 Enrico I, figlio di Ludovico III ∞ Elisabetta di Meisenburg
- 1288–1317 Giovanni I, figlio di Enrico I ∞ Feriata di Leiningen
- 1317–1361 Federico II, figlio di Giovanni I ∞ Agnese di Salm-Obersalm
- 1361–1380 Giovanni II, figlio di Federico II ∞ Clara di Finstingen
- 1380–1397 Enrico II, figlio di Giovanni II ∞ ?
- 1397 Federico III, fratello di Enrico II senza figli, figlio di Giovanni II, arcivescovo di Colonia
- 1397–1417 Walpurga I, sorella di Enrico II, Federico III, figlia di Giovanni II ∞ Federico IV, conte di Moers

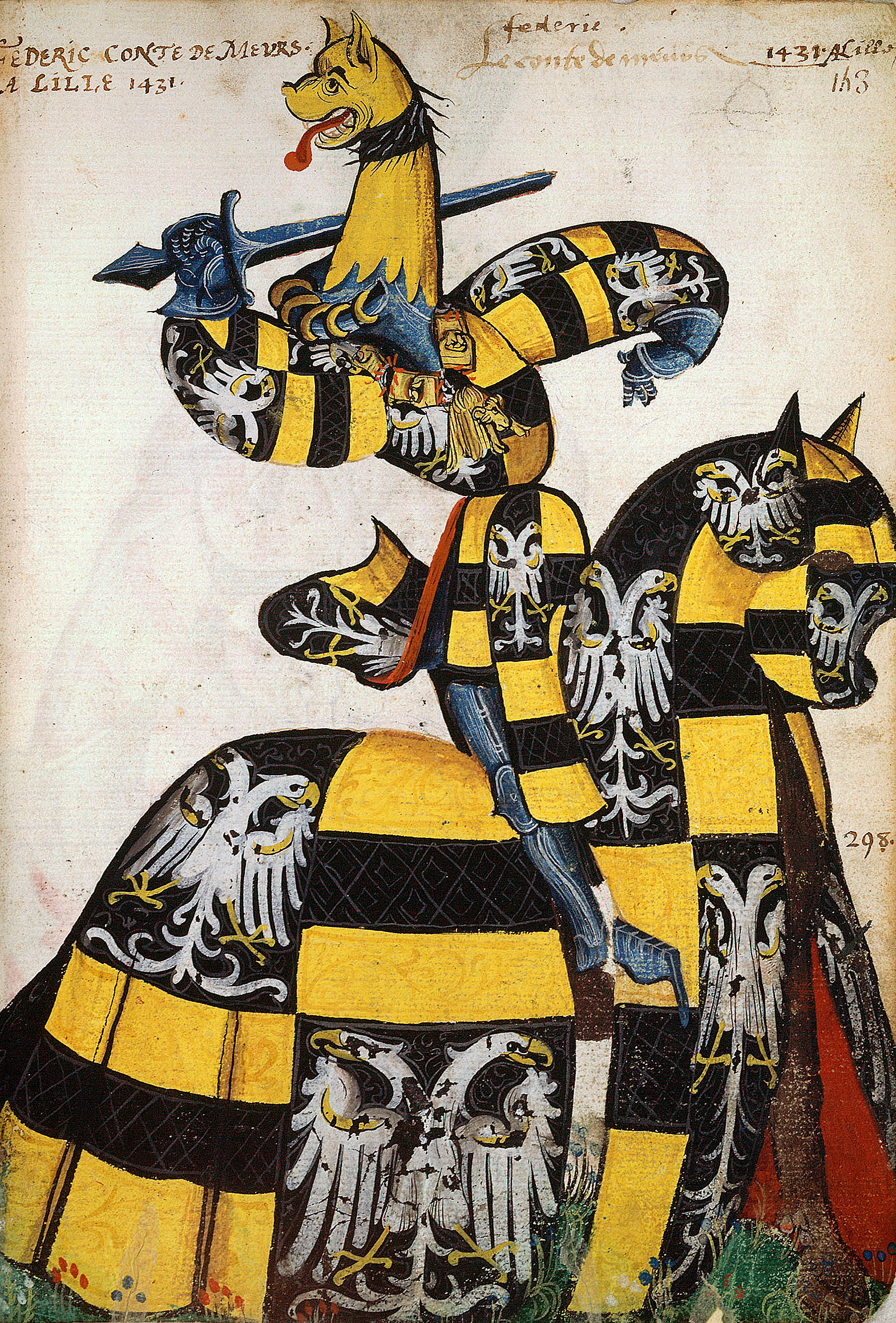
Federico IV, Conte von Moers-Saarwerden.

### Casata di Moers-Saarwerden (1397–1527)
- 1397–1417 Federico IV, marito di Walpurga, conte di Moers-Saarwerden ∞ Walpurga, contessa di Saarwerden
- 1417–1431 Giovanni III, conte di Saarwerden, figlio di Federico IV ∞ Adelaide di Geroldseck
- 1431–1483 Giacobbe I, figlio di Giovanni III ∞ Kunigunde di Sonnenberg
- 1483–1527 Giovanni IV, figlio di Giacobbe I ∞ Anna di Berg
- 1527–1545 Katharina I figlia di Johann IV ∞ Johann Ludwig, conte di Nassau-Saarbrücken

### Casa di Nassau-Saarbrücken (1527–1799)

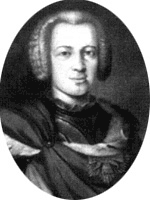
Carlo I, principe di Nassau-Usingen.

- 1527–1545 Johann Ludwig I, marito di Katharina, conte di Nassau-Saarbrücken ∞ Katharina I, contessa di Saarwerden
- 1545–1554 Filippo I, figlio di Giovanni Ludovico I ∞ Caterina di Leiningen-Hartenberg
- 1554–1559 Adolfo I, fratello di Filippo II, figlio di Giovanni Ludovico I
- 1559–1574 Giovanni V, fratello di Filippo I senza figli e di Adolfo ∞ Adelaide di Kronenkracht; Elisabetta Selz
- 1574–1602 Filippo II, cugino di Giovanni V, conte di Nassau-Saarbrücken-Weilburg ∞ Erika di Manderscheid-Blankenheim; Elisabetta di Nassau-Dillenburg
- 1602–1627 Ludovico IV, nipote di Filippo II ∞ Anna Maria d'Assia-Kassel
- 1627–1640 Guglielmo Ludovico I, figlio di Ludovico IV, conte di Nassau-Saarbrücken ∞ Anna Amalia di Baden-Durlach
- 1640–1642 Crato I, figlio di Guglielmo Ludovico I
- 1642–1651 Anna Amalia I, madre di Crato, moglie di Guglielmo Ludovico I, contessa ∞ Guglielmo Ludovico I
- 1651–1659 Giovanni Ludovico II, figlio di Anna Amalia e Guglielmo Ludovico ∞ Contessa Palatina Dorotea Caterina di Birkenfeld-Bischweiler
- 1659–1677 Gustav Adolph I, fratello di Johann Ludwig II, figlio di Wilhelm Ludwig I ∞ Eleonore Klara di Hohenlohe-Neuenstein
- 1677–1713 Ludwig Crato I, figlio di Gustav Adolph ∞ Contessa Philippine Henriette di Hohenlohe-Langenburg

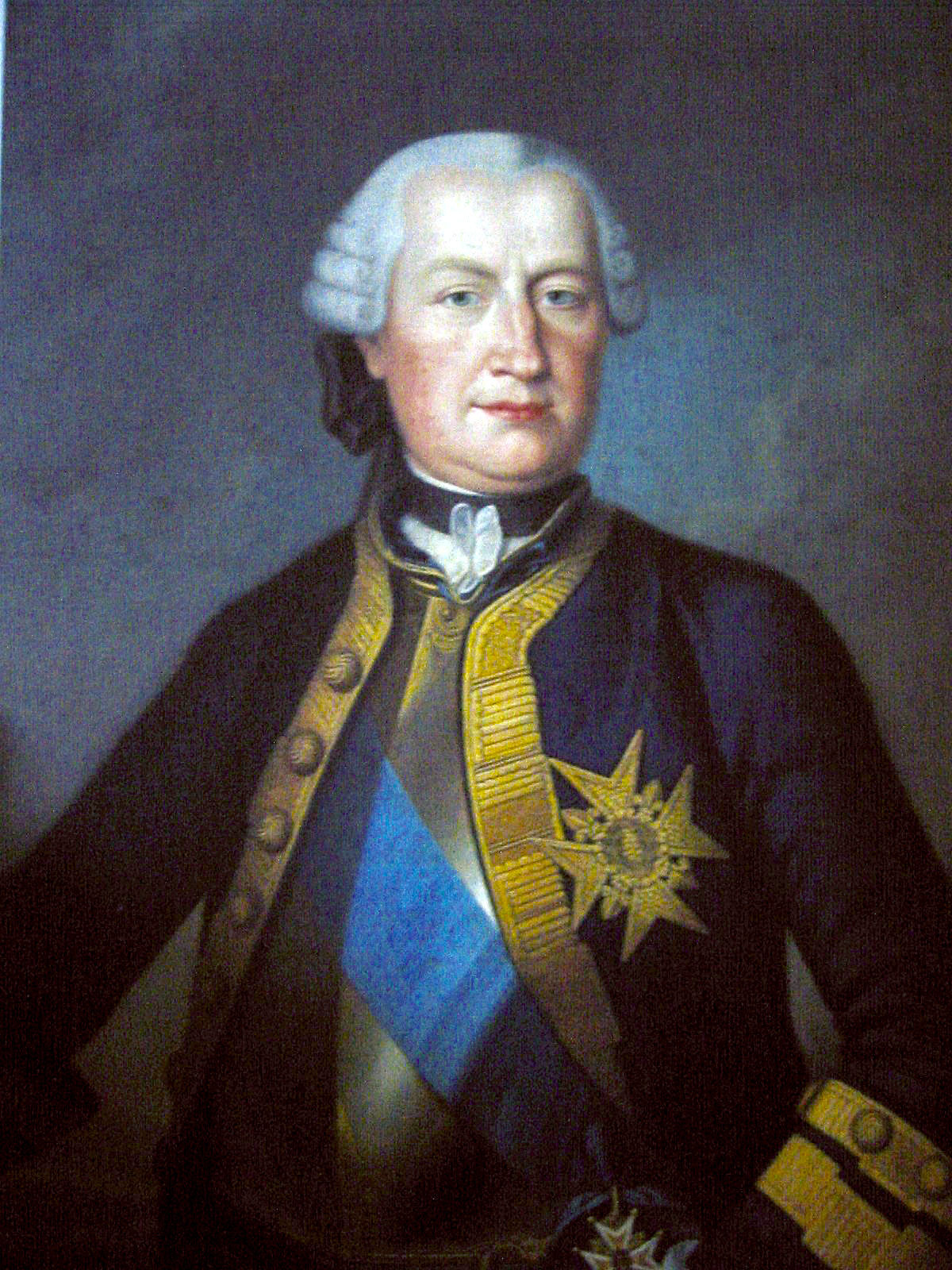
Wilhelm Heinrich, principe di Nassau-Saarbrücken (1718–1768).

- 1713–1723 Karl Ludwig I, fratello di Ludwig Crato, figlio di Gustav Adolf ∞ Christiane Charlotte di Nassau-Ottweiler
- 1723–1728 Federico Ludovico I, cugino di Carlo Ludovico I ∞ Christiane, figlia di Federico Ahlefeldt
- 1728–1735 Carlo I, cugino di Federico Ludovico I ∞ Christine Wilhelmine duchessa di Sassonia-Eisenachcken (1718–1768)
- 1735–1768 Guglielmo Enrico, fratello di Carlo I ∞ Sophie, figlia del conte Giorgio Guglielmo di Erbach
- 1768–1794 Ludovico V, figlio di Guglielmo Heinrich ∞ Guglielmo di Schwarzburg-Rudolstadt
- 1794–1797 Heinrich Ludwig I, figlio di Ludwig V, ultimo conte di Saarbrücken e Saarwerden